# Indo-szaracén építészet
Az indo-szaracén építészet, vagy indo-gótika, mogul-gótika, neomogul építészet (angolul: Indo-Saracenic architecture, franciául: Architecture anglo-indienne) a historizáló építészet, azon belül az úgynevezett neostílusok egyik ága a 19. században, amely a régi indiai hindu és iszlám építészet újjáéledése. Nem összekeverendő a szintén iszlám elemeket (inkább nyugati iszlámot) felhasználó neomór építészettel.

## Jellemzői
Az indo-szaracén építészet a 19. század folyamán jelent meg, mint a régi, középkori, / kora-újkori indiai iszlám, például a Mogul Birodalomra jellemző (szakszóval indo-iszlám) építészet felújítása, néha keverése gótikus elemekkel. A stílus ugyanakkor nem támaszkodott a szintén középkori hagyományos indiai hindu építészetre.
Első ismertebb példája a Brighton-i Királyi Pavilon (1823).
A 19. század folyamán a stílus elszórtan volt jelent az európai építészetben, inkább India területén épültek nagyobb számmal ilyen épületeket. Az ottani talán legismertebb alkotás a Bombay-i főpályaudvar (1878–1888).
Indiai megjelenésűnek minősítették a Steinhofi templomot is.

## Példák

### Európa
- Királyi Pavilon, Brighton, Anglia
- Sezincote-ház, Gloucestershire, Anglia
- Szent Lipót-templom, Bécs, Ausztria

### India
- Maiszúri palota, Maiszúr, India
- Laksmi Vilász palota, Varodara, India
- Vidhana Soudha, Bangalore, India
- Nemzeti Művészeti Galéria, Csennai, India
- Viktória Emlékmű, Kalkutta, India
- Madrasi Felsőfokú Bíróság, Csennai, India
- Tadzs Mahal Palota Szálló, Mumbai, India
- Khalsa Kollégium, Amritszár, India

### Egyéb országok
- Lahore Múzeum, Lahore, Pakisztán
- Aitchison Kollégium régi épülete, Lahore, Pakisztán
- Sadiq Dane Felsőfokú Iskola, Bahawalpur, Pakisztán
- Karacsi Metropolitan Corporation Building, Karacsi, Pakisztán
- Umaid Bhawan Palota, Dzsódhpur, India
- Sultan Abdul Samad épüelt, Kuala Lumpur, Malajzia
- Kuala Lumpur vasútállomás, Kuala Lumpur, Malajzia
- Ubudiah mecset, Kuala Kangsar, Malajzia

## Képtár

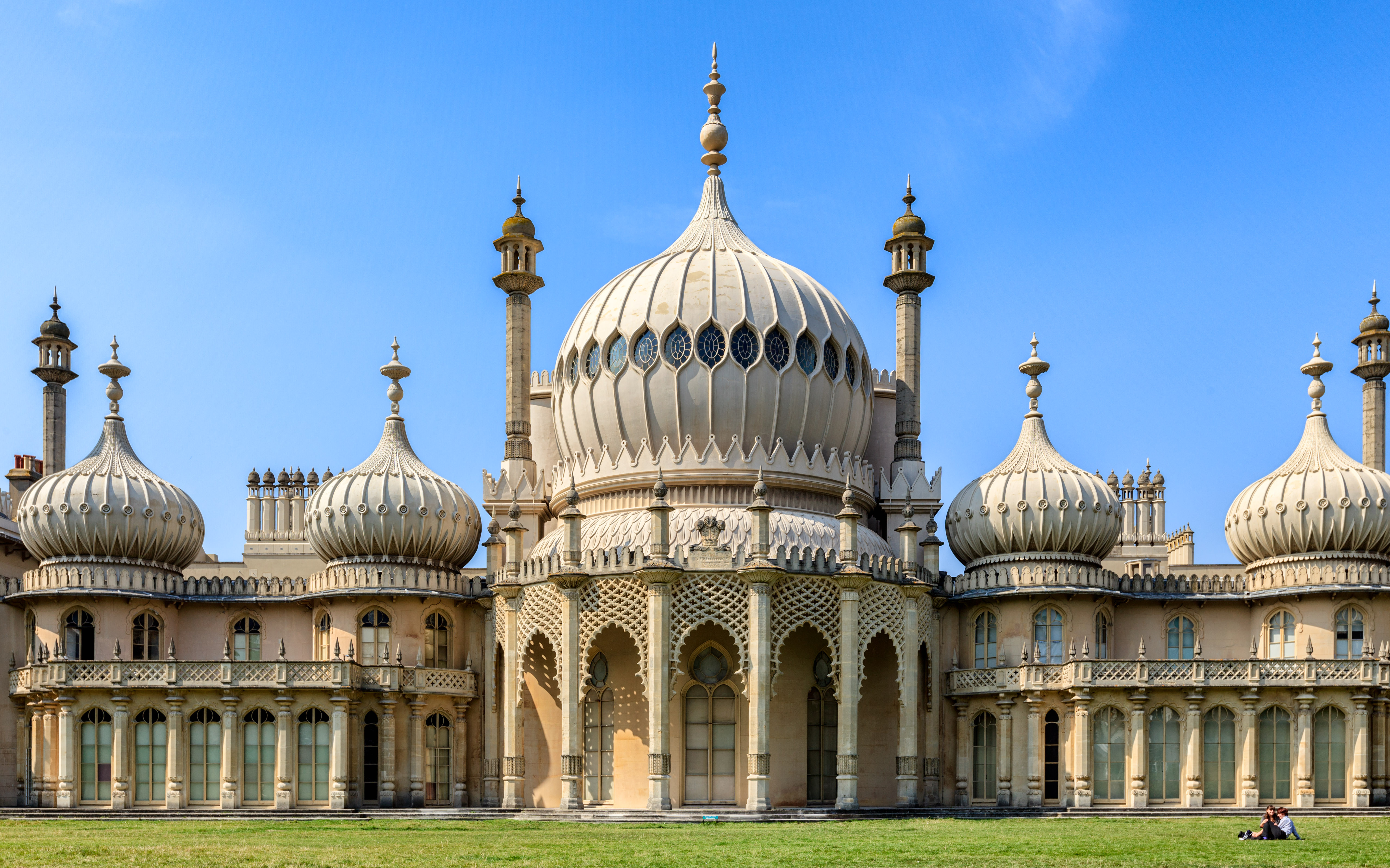
Királyi Pavilon, Brighton, Anglia
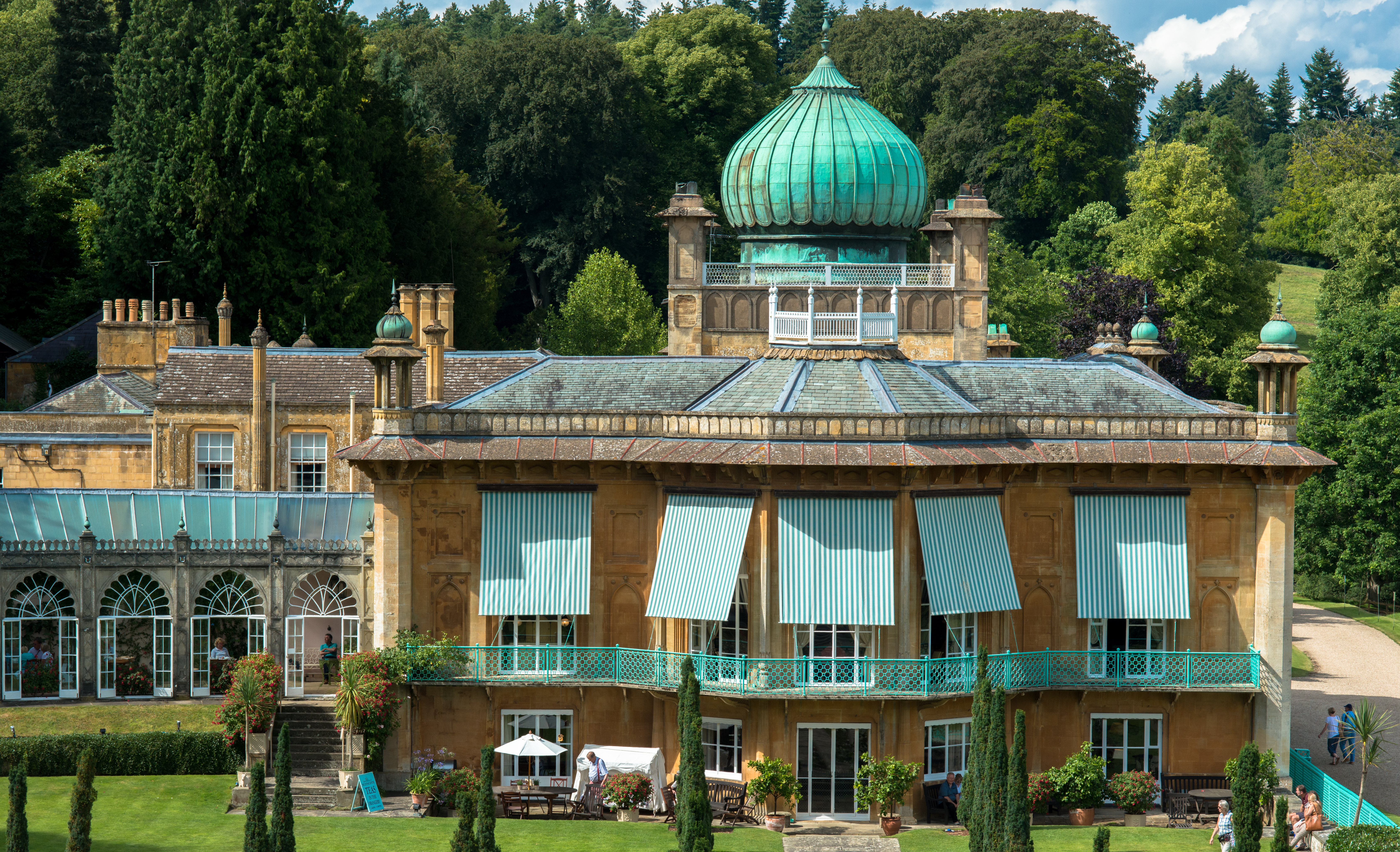
Sezincote-ház, Gloucestershire, Anglia
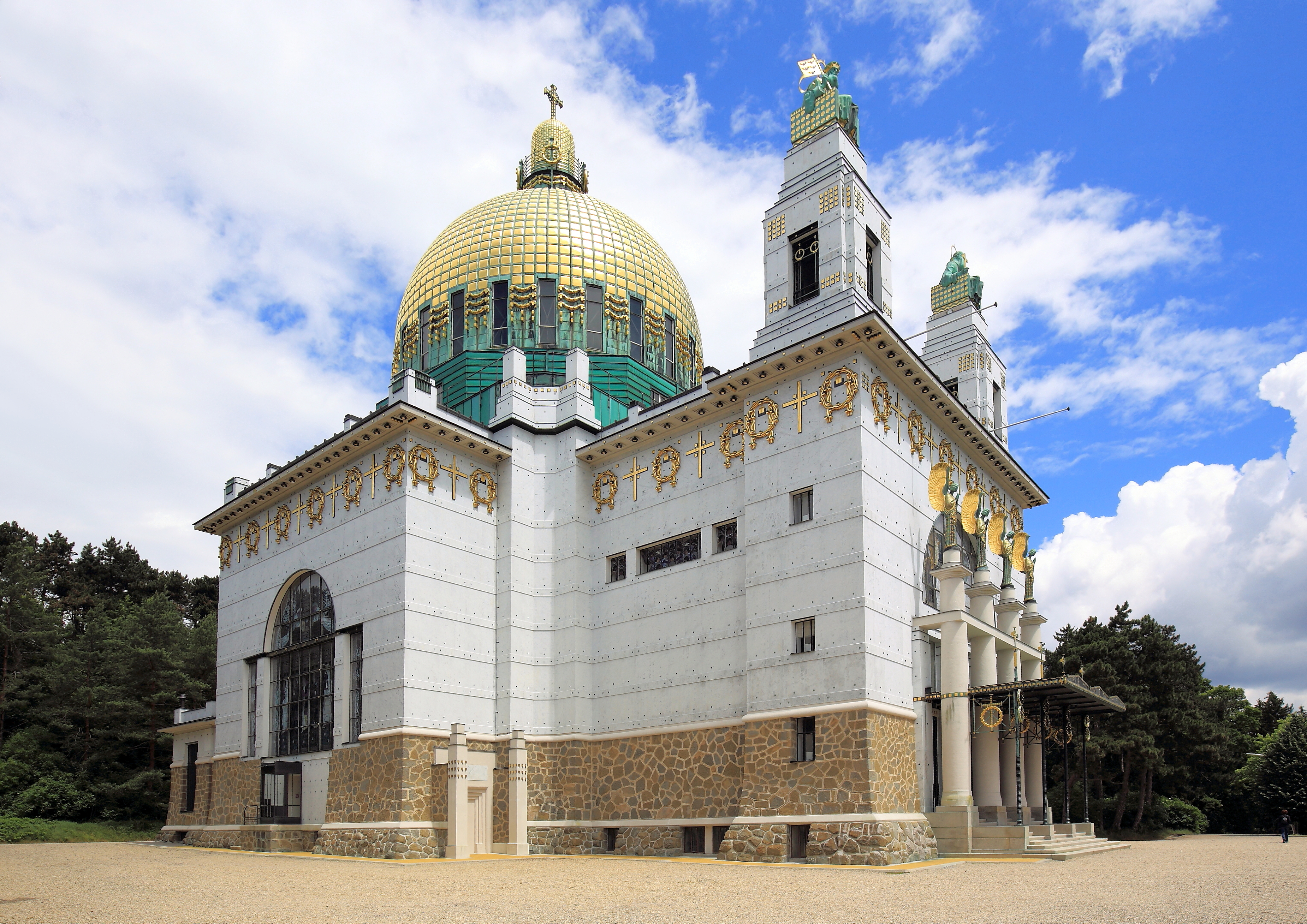
Szent Lipót-templom, Bécs, Ausztria
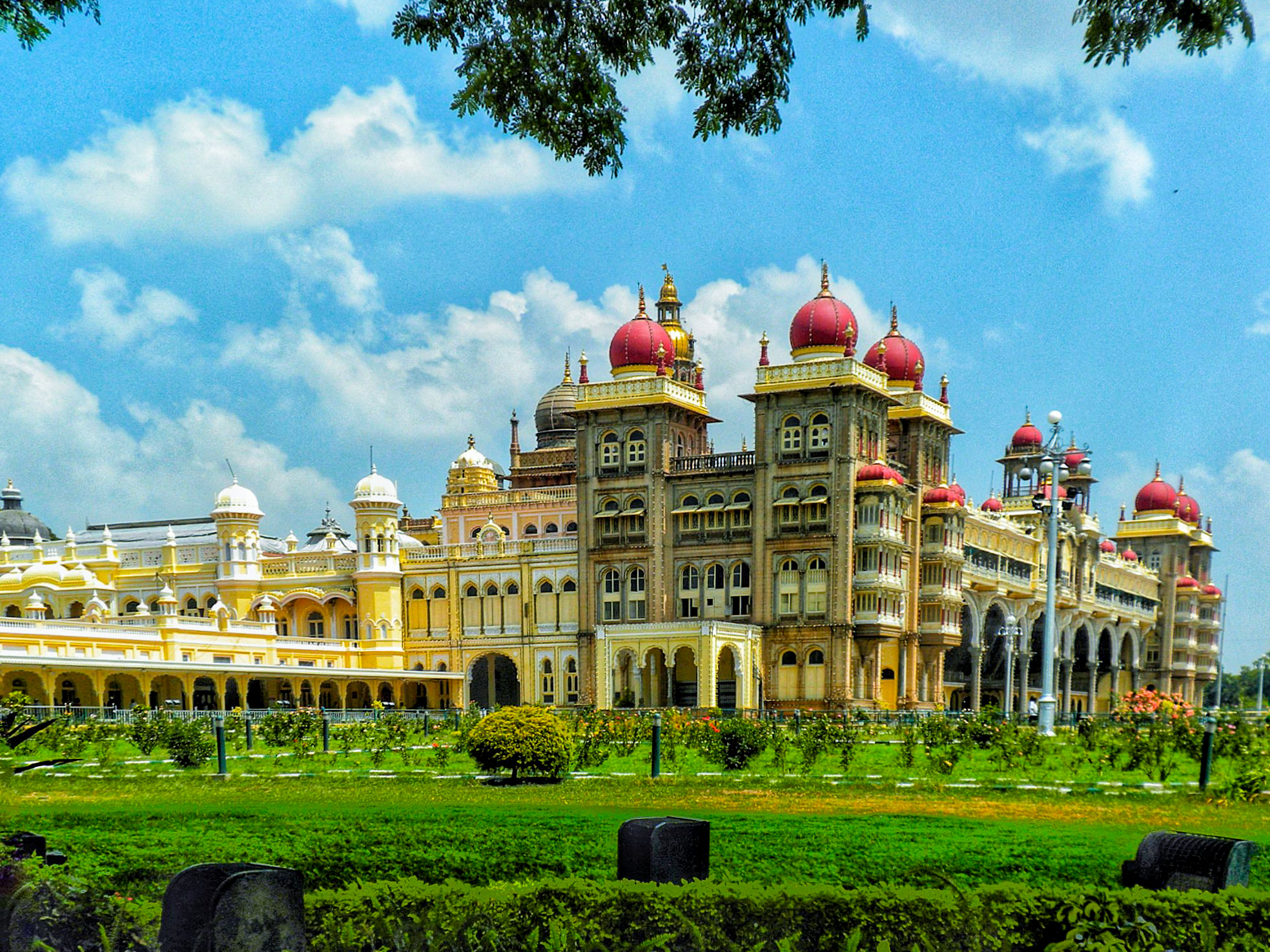
Maiszúri palota, Maiszúr, India
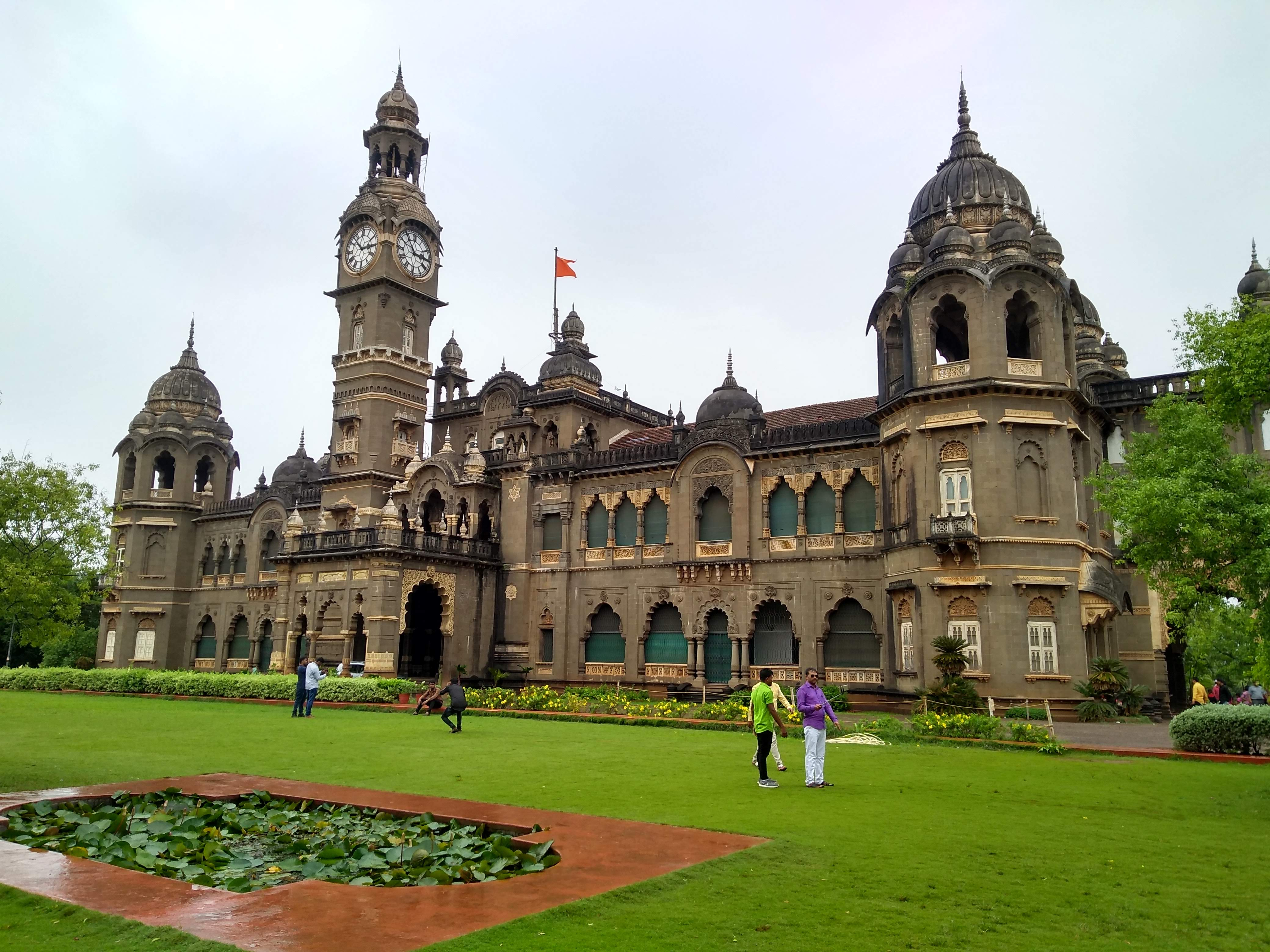
Laksmi Vilász palota, Varodara, India
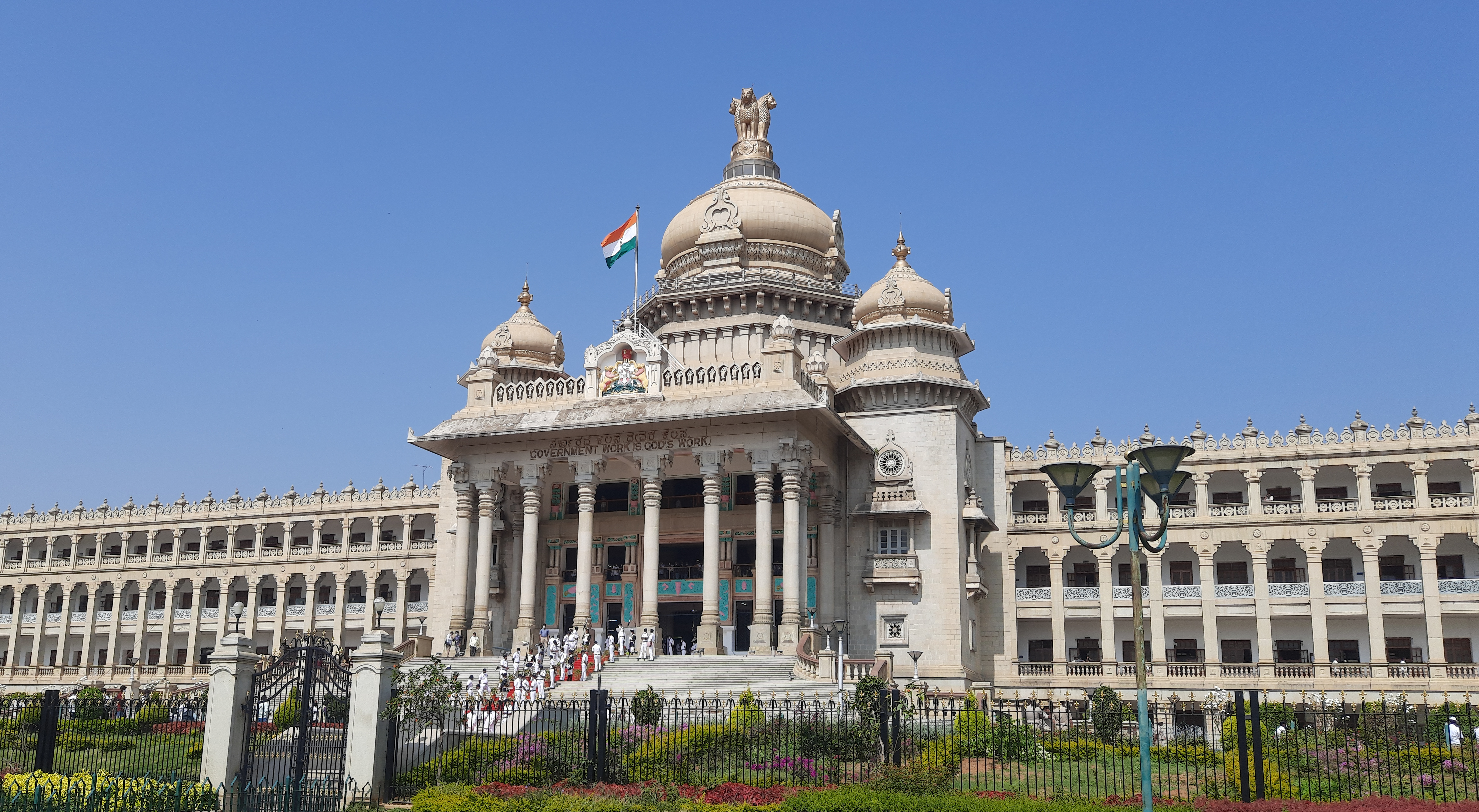
Vidhana Soudha, Bangalore, India
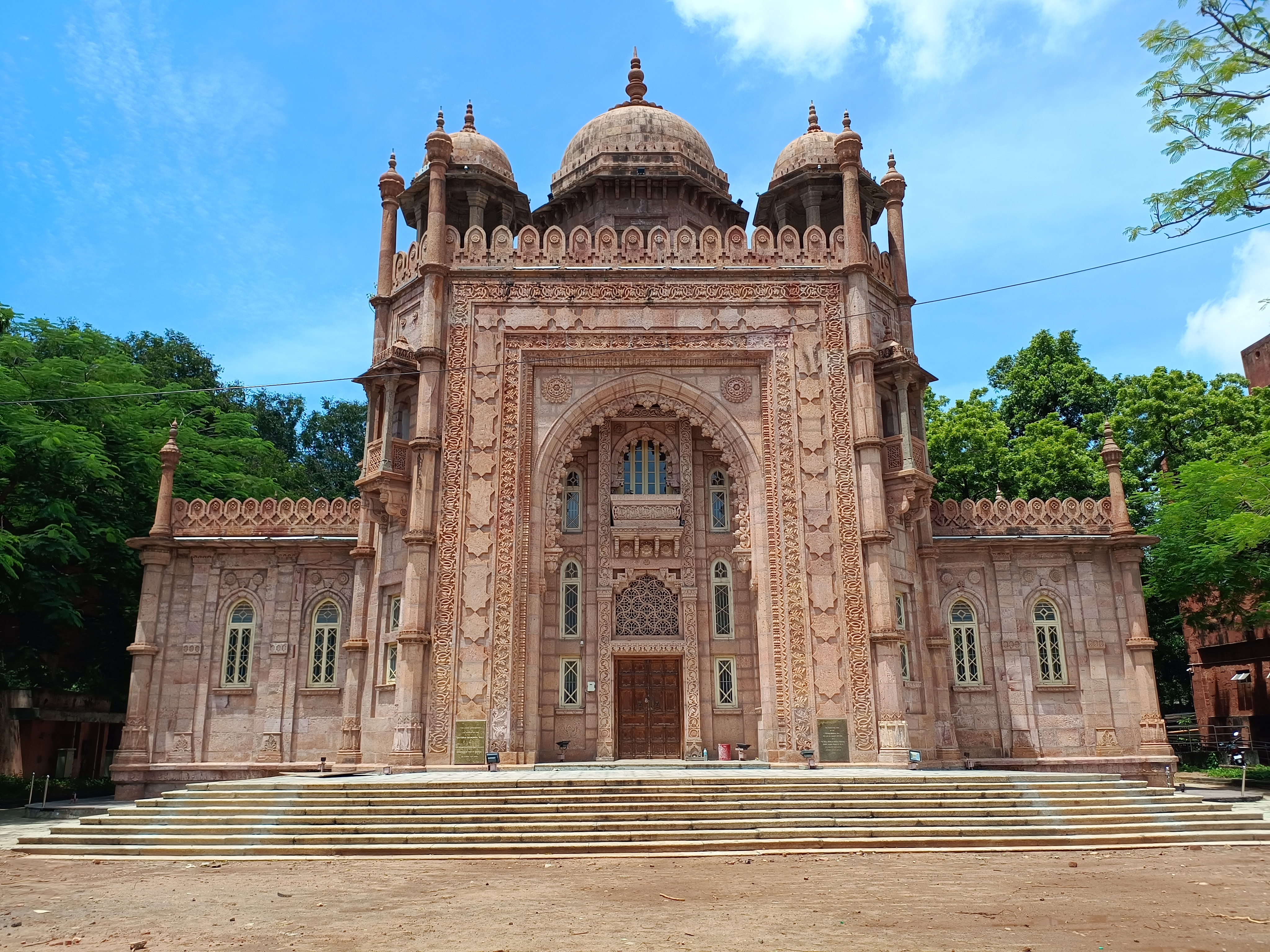
Nemzeti Művészeti Galéria, Csennai, India
Viktória Emlékmű, Kalkutta, India
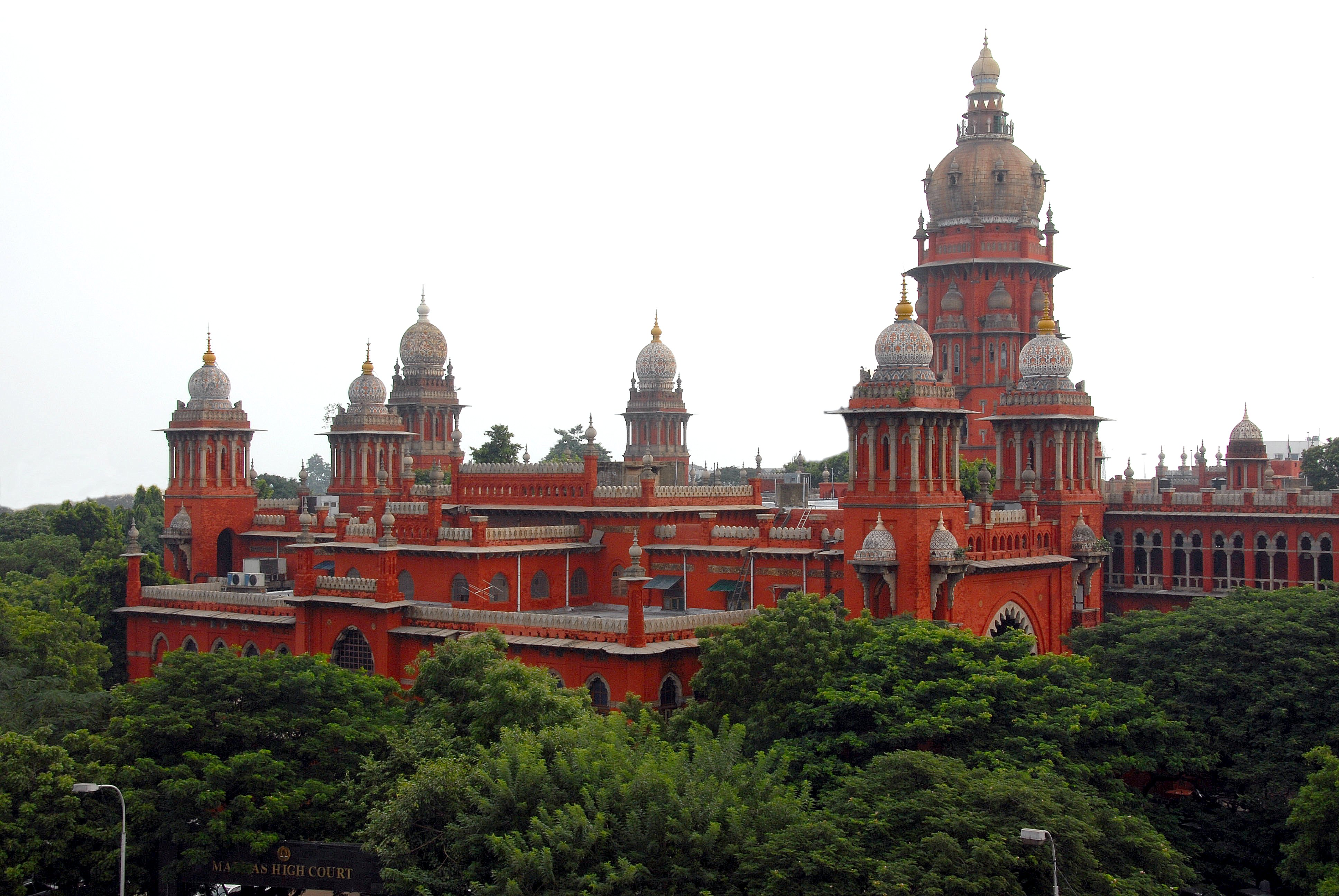
Madrasi Felsőfokú Bíróság, Csennai, India
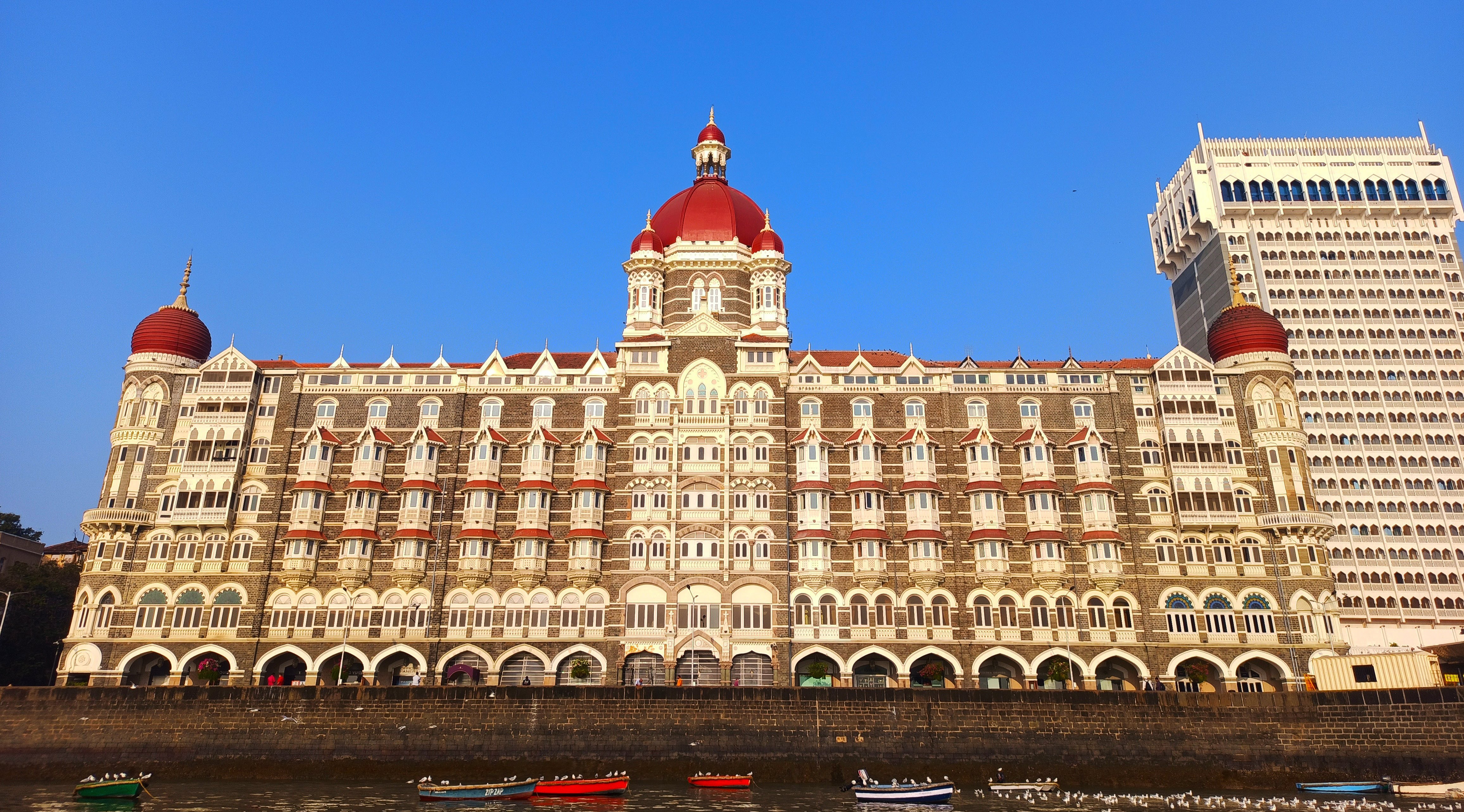
Tadzs Mahal Palota Szálló, Mumbai, India
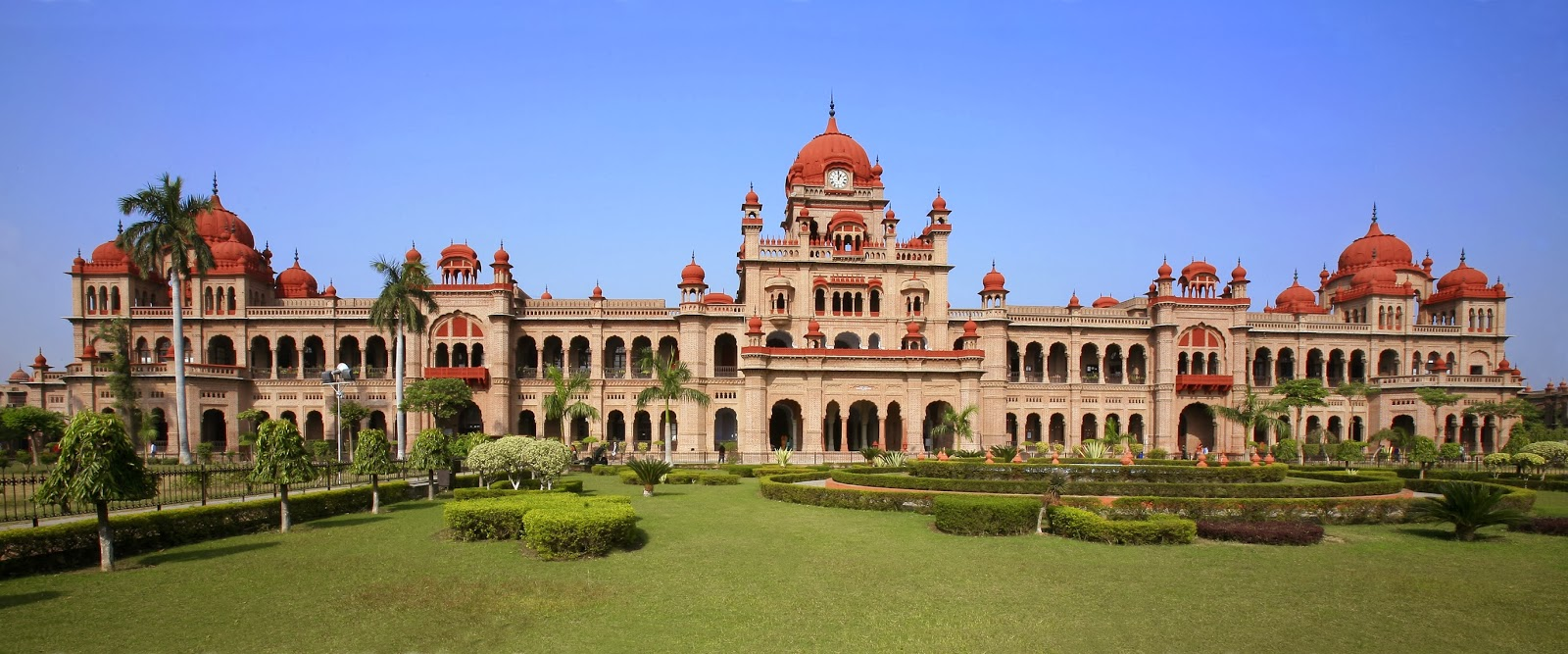
Khalsa Kollégium, Amritszár, India
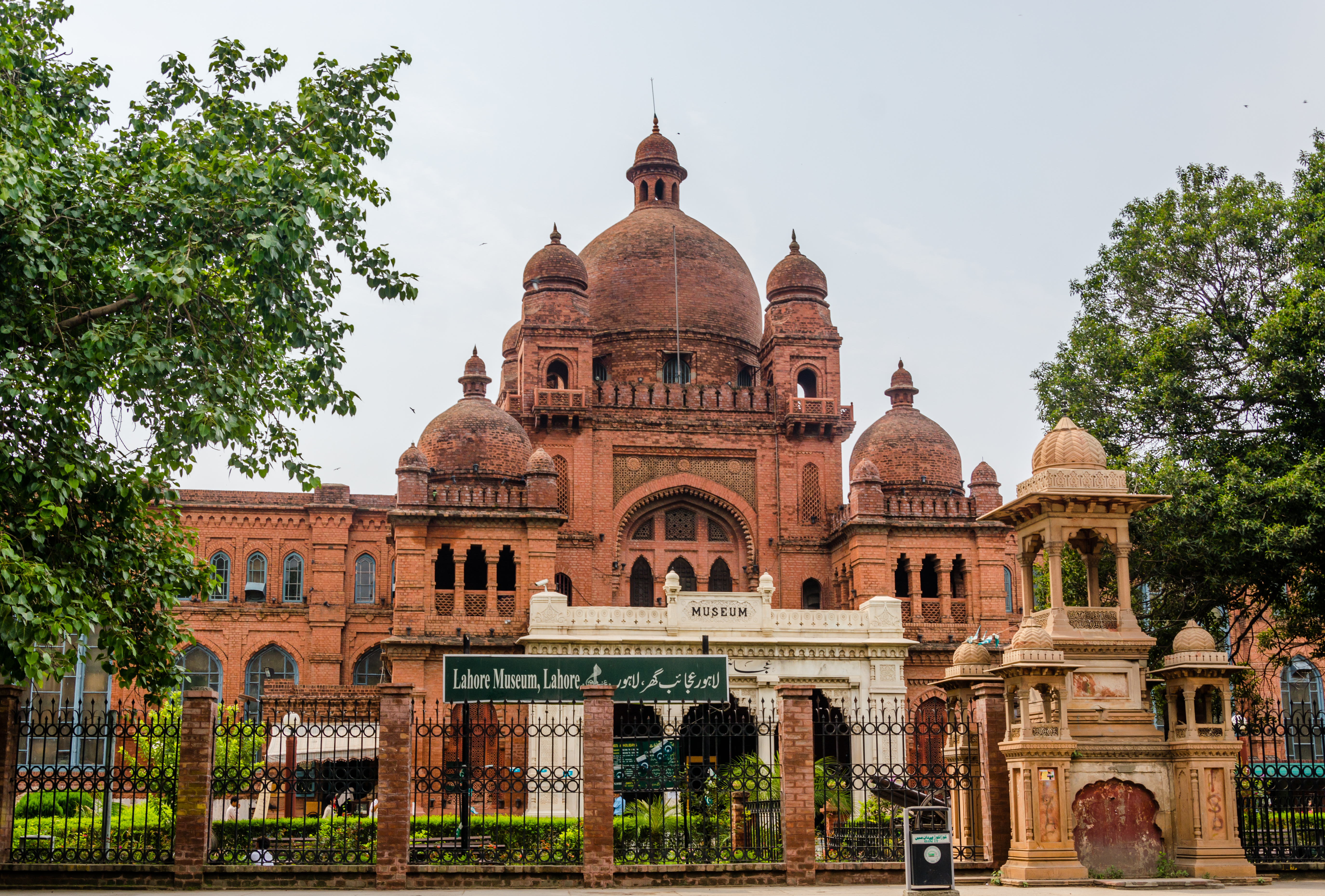
Lahore Múzeum, Lahore, Pakisztán
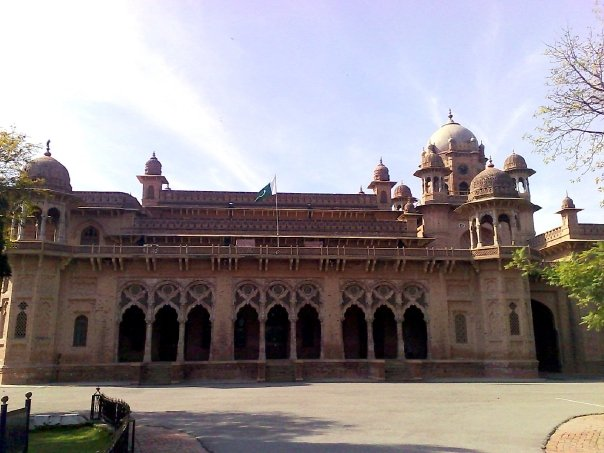
Aitchison Kollégium régi épülete, Lahore, Pakisztán
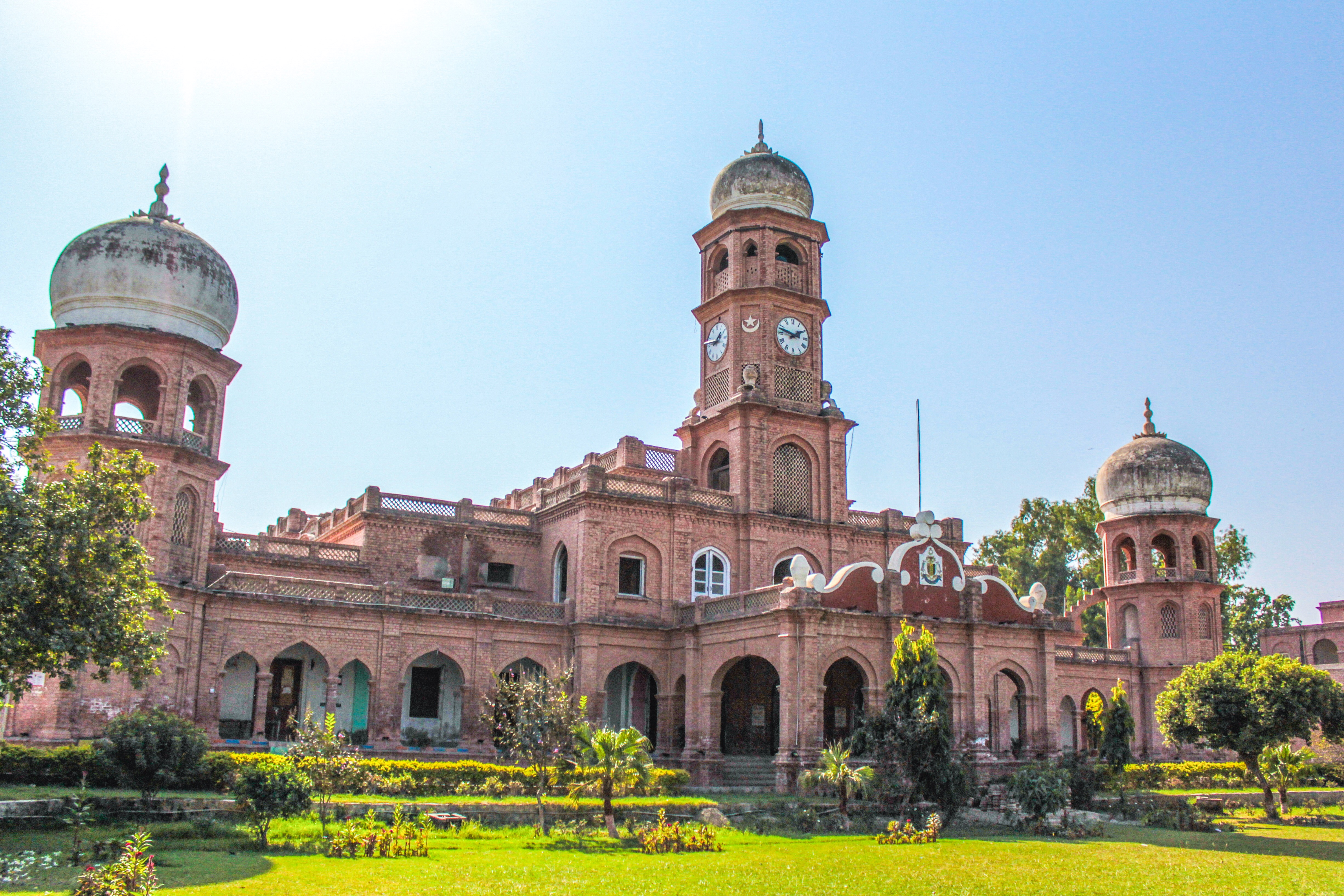
Sadiq Dane Felsőfokú Iskola, Bahawalpur, Pakisztán
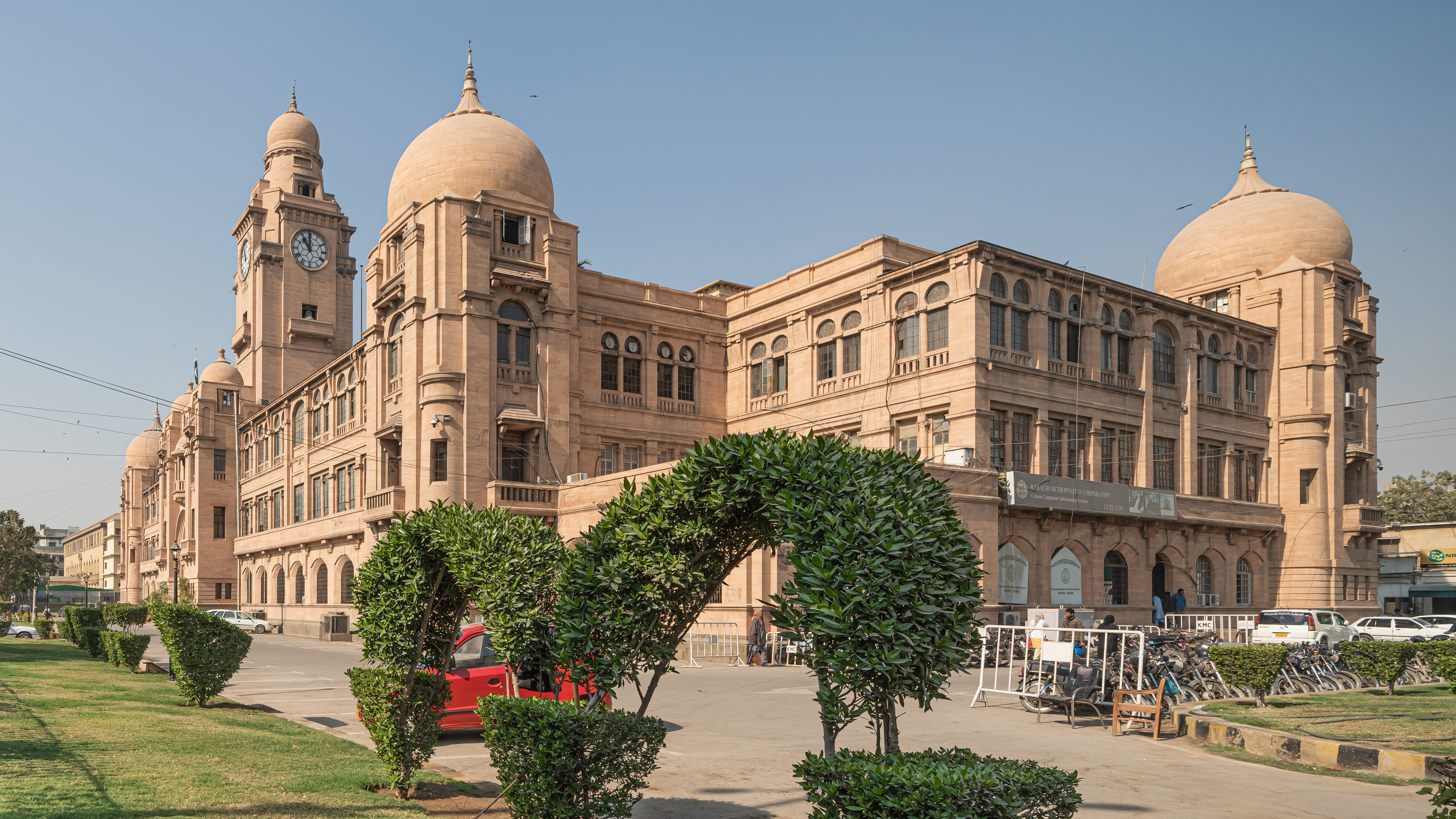
Karacsi Metropolitan Corporation Building, Karacsi, Pakisztán
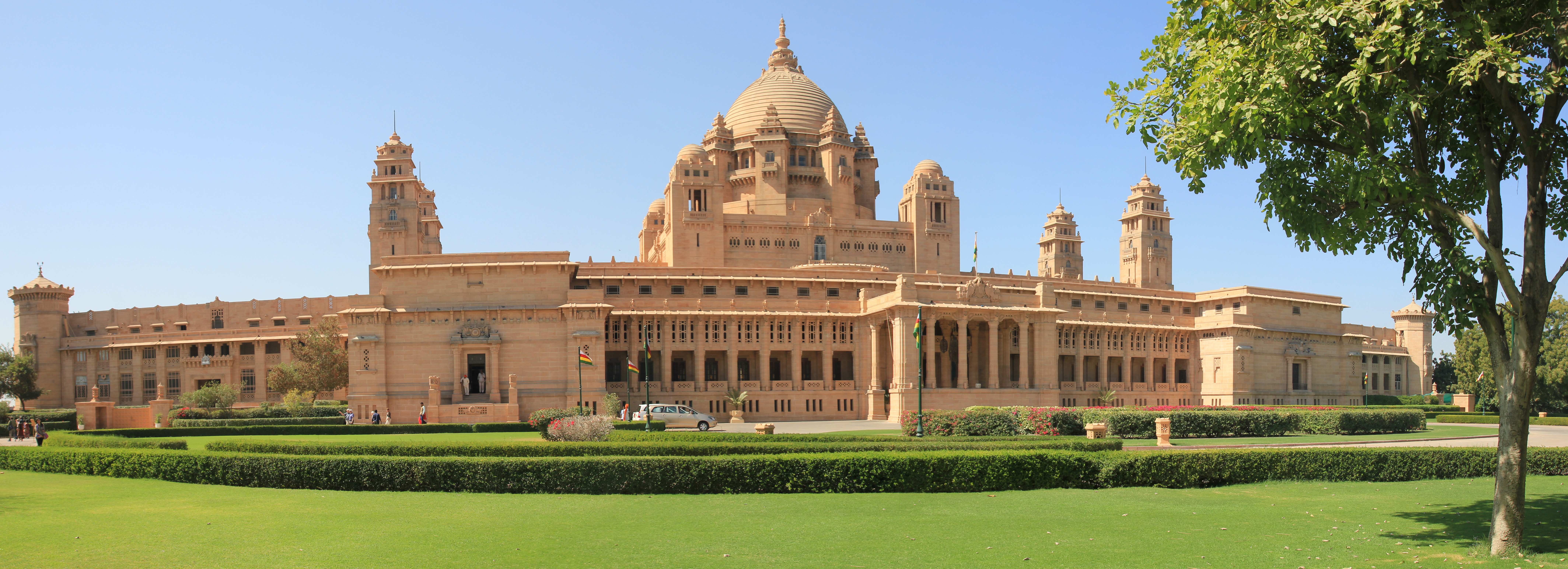
Umaid Bhawan Palota, Dzsódhpur, India
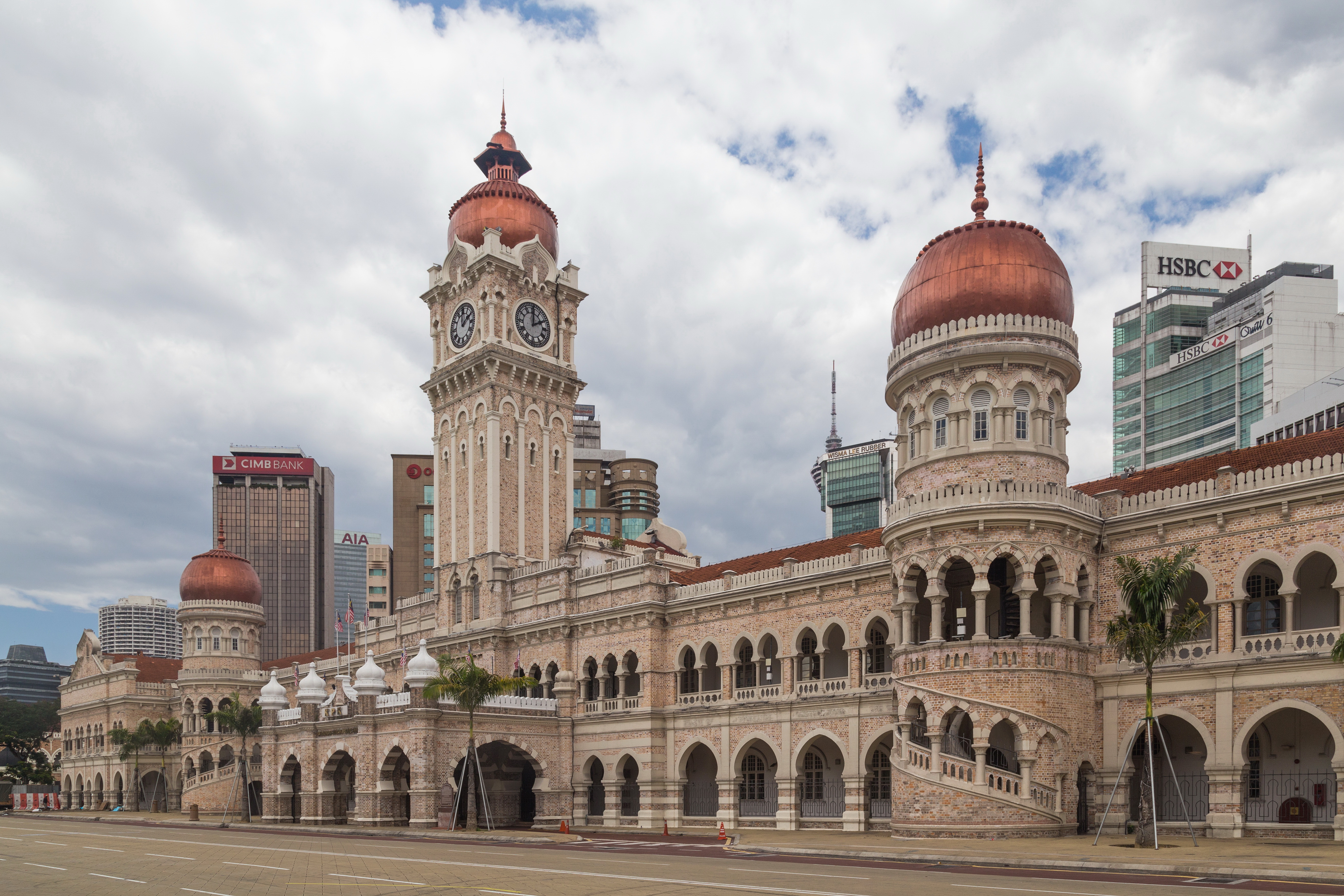
Sultan Abdul Samad épüelt, Kuala Lumpur, Malajzia
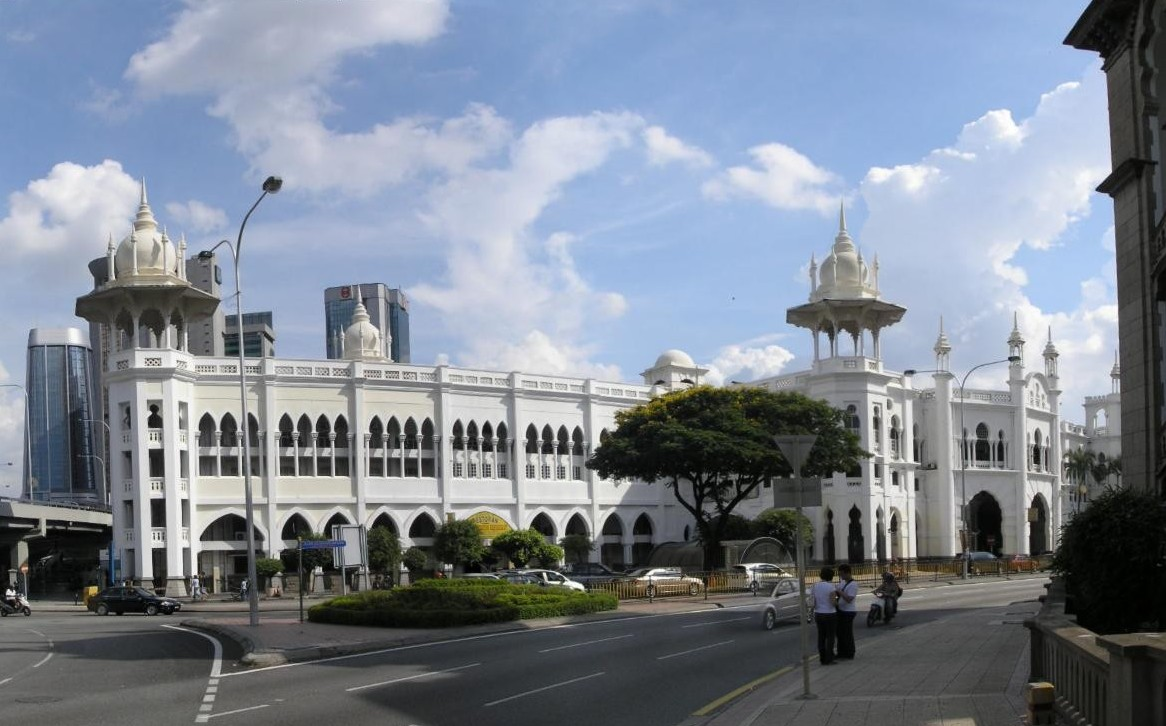
Kuala Lumpur vasútállomás, Kuala Lumpur, Malajzia
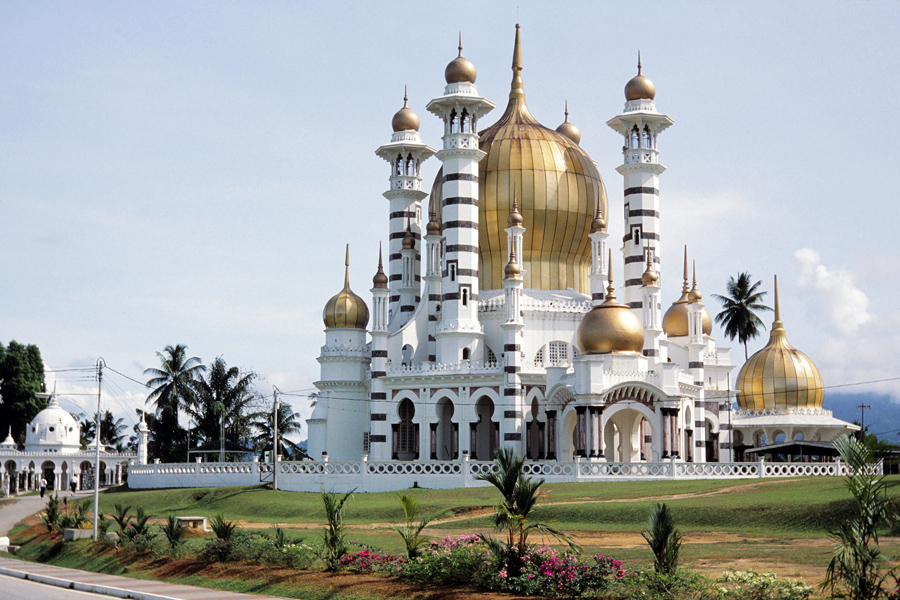
Ubudiah mecset, Kuala Kangsar, Malajzia

## Fordítás
- Ez a szócikk részben vagy egészben  az   Indo-Saracenic architecture című angol Wikipédia-szócikk fordításán alapul.  Az eredeti cikk szerkesztőit annak laptörténete sorolja fel. Ez a jelzés csupán a megfogalmazás eredetét és a szerzői jogokat jelzi, nem szolgál a cikkben szereplő információk forrásmegjelöléseként.